# BTS Live Trilogy. Episode II: The Red Bullet
BTS Live Trilogy. Episode II: The Red Bullet fue la primera gira mundial del grupo surcoreano BTS. La gira se realizó entre diciembre de 2014 y agosto de 2015.

## Antecedentes
En agosto de 2014 se anunció el primer concierto en solitario del grupo que tendría lugar el 18 y 19 de octubre en AX Korea, Seúl. Debido a que las entradas se agotaron en dos minutos, se programó un tercer concierto para el día 17 de octubre. En total se vendieron 5 000 entradas para los conciertos en Seúl. La primera parte del tour continuó por otros países asiáticos, Japón, Filipinas, Singapur y Tailandia en 2014 y Taiwán en 2015. Durante la parte japonesa de la gira, a la que acudieron 10 000 personas, el grupo anunció su primera gira japonesa para febrero de 2015. Los temas que interpretaron pertenecían a todos sus álbumes anteriores, pero especialmente a Skool Luv Affair y Dark & Wild, que habían sido publicados ese mismo año.
En junio de 2015 comenzó la segunda parte de la gira que se celebró en Malasia, Australia, Estados Unidos, México, Brasil, Chile, Tailandia y Hong Kong. Las 12 500 entradas puestas a la venta para la parte americana de la gira, con paradas en Nueva York, Dallas, Chicago y Los Ángeles, se vendieron en cuestión de minutos. Billboard dijo del concierto de Nueva York que «un elemento básico en los conciertos de k-pop son las coreografías ensayadas y las voces con calidad de CD (...) En su debut neoyorquino BTS ofreció eso, por supuesto, pero también mostraron un lado más relajado y libre que hizo el espectáculo mucho más memorable». Durante esa misma actuación en Nueva York aparecieron en Twitter supuestas amenazas dirigidas a Rap Monster, lo que llevó a los organizadores del concierto a cancelarlo después del primer bis, al igual que el fan meeting que estaba planeado después. Big Hit no hizo ningún comentario al respecto, aunque fuentes de la policía negaron haber recibido ningún aviso. El grupo se convirtió en el primer artista de k-pop en actuar e solitario en Espaço das Americas en São Paulo, atrayendo a 6 000 personas. Globo reportó que algunos seguidores del grupo habían acampado en la puerta del recinto un mes antes del concierto.
Las canciones de la segunda parte del tour incluyeron temas del miniálbum The Most Beautiful Moment in Life, Part 1 que había sido lanzado ese mismo año. En concreto, se añadieron las canciones «I Need U», «Dope» y «Boyz With Fun» y se eliminaron los temas «2nd Grade», «Cypher Pt. 2», «Jump» y «Satoori Rap». Al finalizar la gira en agosto de 2015 se anunció que en total se habían vendido más de 80 000 entradas para las dieciocho ciudades en trece países. En el DVD que se lanzó el 16 de junio de 2015, BTS Memories of 2014, se incluyó un concierto completo de la gira.

## Lista de canciones
- Acto 1:

1. «N.O.»
2. «We Are Bulletproof Pt.2»
3. «We On»
4. «Hip Hop Lover»
5. «Let Me Know»
6. «Rain»
7. «Blanket Kick»
8. «Just One Day»
9. «Look Here»
10. «Outro: Propose» (Extended Version)
11. «No More Dream»
12. «2nd Grade»
13. «Tomorrow»
14. «Miss Right»
15. «I Like It»
16. «If I Ruled the World»
17. «Cypher Pt.3: Killer»
18. «Cypher Pt.2: Triptych» (Intro)
19. «War of Hormone»
20. «Danger»
21. «Boy In Luv»

- Acto 2 - Encore:

1. «Path»
2. «Jump»
3. «Attack On Bangtan»
4. «Satoori Rap»

- Acto 1:

1. «N.O.»
2. «We Are Bulletproof Pt.2»
3. «We On»
4. «Hip Hop Lover»
5. «Let Me Know»
6. «Rain»
7. «Blanket Kick»
8. «Just One Day»
9. «Look Here»
10. «Outro: Propose» (Extended Version)
11. «No More Dream»
12. «Tomorrow»
13. «Miss Right»
14. «I Like It»
15. «If I Ruled the World»
16. «Cypher Pt.3: Killer»
17. «War of Hormone»
18. «Danger»
19. «I Need U»
20. «Boy In Luv»

- Acto 2 - Encore:

1. «Path»
2. «Dope»
3. «Boyz With Fun»
4. «Attack On Bangtan»

## Fechas
| Primera Parte           |              |                |                                 |            |
| Fecha                   | Ciudad       | País           | Lugar                           | Asistencia |
| 17 de octubre de 2014   | Seúl         | Corea del Sur  | AX Korea                        | 5 000      |
| 18 de octubre de 2014   | Seúl         | Corea del Sur  | AX Korea                        | 5 000      |
| 19 de octubre de 2014   | Seúl         | Corea del Sur  | AX Korea                        | 5 000      |
| 13 de noviembre de 2014 | Osaka        | Japón          | Kokusai Hall                    | 10 000     |
| 14 de noviembre de 2014 | Osaka        | Japón          | Kokusai Hall                    | 10 000     |
| 16 de noviembre de 2014 | Tokio        | Japón          | Kokusai Forum Hall              | 10 000     |
| 7 de diciembre de 2014  | Manila       | Filipinas      | Mall Of Asia Arena              | —          |
| 13 de diciembre de 2014 | Singapur     | Singapur       | Star Theatre                    | —          |
| 20 de diciembre de 2014 | Bangkok      | Tailandia      | Chaengwattana Hall              | —          |
| 8 de marzo de 2015      | Taipéi       | Taiwán         | New Taipei City Exhibition Hall | —          |
| Segunda Parte           |              |                |                                 |            |
| Fecha                   | Ciudad       | País           | Lugar                           | Asistencia |
| 6 de junio de 2015      | Kuala Lumpur | Malasia        | Mega Star Arena                 | —          |
| 10 de julio de 2015     | Sídney       | Australia      | Roundhouse                      | —          |
| 12 de julio de 2015     | Melbourne    | Australia      | Plenary 2                       | —          |
| 16 de julio de 2015     | Nueva York   | Estados Unidos | Best Buy Theatre                | 12 500     |
| 18 de julio de 2015     | Dallas       | Estados Unidos | Verizon Theatre                 | 12 500     |
| 24 de julio de 2015     | Chicago      | Estados Unidos | Rosemont Theatre                | 12 500     |
| 26 de julio de 2015     | Los Ángeles  | Estados Unidos | Club Nokia                      | 12 500     |
| 29 de julio de 2015     | Mexico D.F   | México         | Pabellón Oeste                  | —          |
| 31 de julio de 2015     | São Paulo    | Brasil         | Audio SP                        | 6 000      |
| 2 de agosto de 2015     | Santiago     | Chile          | Movistar Arena                  | —          |
| 8 de agosto de 2015     | Bangkok      | Tailandia      | Thunder Dome                    | —          |
| 29 de agosto de 2015    | Hong Kong    | Hong Kong      | AsiaWorld-Arena                 | 4 000      |
| Total                   | Total        | Total          | Total                           | 80 000     |